# Омаров, Хабдулла
Хабдулла́ Ома́ров, другой вариант имени — Габдулла (1902, аул Суюндук — 1954, Казахская ССР) — председатель колхоза имени Карла Маркса Урдинского района Западно-Казахстанской области, Казахская ССР. Герой Социалистического Труда (1948).

## Биография
Родился в 1902 году в ауле Суюндук (сегодня — Бокейординский район). С 14-летнего возраста трудился на соляных промыслах озера Верхний Баскунчак. Член ВКП(б). С 1930 года — секретарь правления, председатель колхоза имени Калинина, с 1932 года — на советско-партийной работе. В 1943 году призван в Красную Армию по мобилизации. Участвовал в Великой Отечественной войне. Получил тяжёлое ранение. После излечения в госпитале демобилизовался и в 1944 году возвратился на родину.
С 1945 года — председатель колхоза имени Карла Маркса Удинского района. За короткое время вывел колхоз в число передовых сельскохозяйственных предприятий Западно-Казахстанской области. По итогам послевоенной Четвёртой пятилетки колхоз досрочно выполнил план по сельскохозяйственным продуктам, увеличив поголовье колхозного табуна до 500 голов лошадей, отары до 2100 голов и стадо крупного рогатого на 37 %. В 1947 году труженики колхоза вырастили 99 жеребят от 103 кобыл. Указом Президиума Верховного Совета СССР от 23 июля 1948 года удостоен звания Героя Социалистического Труда за «получение высокой продуктивности животноводства в 1947 году» с вручением ордена Ленина и золотой медали «Серп и Молот» (№ 2551).
Избирался депутатом Западно-Казахстанского областного Совета депутатов трудящихся и членом Урдинского райкома партии.
Умер в 1954 году.